# کشتن دو عاشق
کشتن دو عاشق (انگلیسی: The Killing of Two Lovers) یک فیلم درام آمریکایی است که در سال ۲۰۲۰ منتشر شد. از بازیگران این فیلم می‌توان به کلین کرافورد، سپیده معافی و کریس کوی اشاره کرد.